# 河野通堅
河野 通堅（こうの みちかた）は、江戸時代の武将。徳川家家臣。八王子千人同心9人の千人頭の一家。

## 略歴
河野高嘉の子として生まれる。父を継いで八王子千人同心千人頭となる。男子が早逝した為、弟・通有が養子に入り、後を継ぐ。